# Nokia 7
Das Nokia 7 ist ein Smartphone der Marke Nokia mit Android, das in Espoo, Finnland, von HMD Global entwickelt wurde. Es wurde am 19. Oktober 2017 präsentiert und am 24. Oktober exklusiv in China veröffentlicht.

## Technische Daten

### Hardware
Das Nokia 7 kommt mit dem Snapdragon 630, unterstützt von 4 oder 6 GB RAM. Der Speicherplatz beträgt 64 GB und kann durch eine microSD mit bis zu 265 GB erweitert werden.
Das Telefon verfügt über eine 16-MP-Kamera mit f/1,8-Blende und ZEISS-Optik. Es ist das zweite Nokia-Telefon, das über den Kameramodus „Bothie“ verfügt, bei dem die Kameras gleichzeitig verwendet werden können, indem der Bildschirm unterteilt wird, und den Nokia als Dual-Sight-Modus bezeichnet. Die Frontkamera ist ein 5-MP-Objektiv mit f/2,0.
Das Nokia 7 verfügt über einen 5,2″ großes IPS-LC-Display mit Full-HD-Auflösung (1080p).
Der Rahmen besteht aus Aluminium der Serie 7000 mit diamantgeschliffenen, abgeschrägten Kanten. Das Nokia 7 ist in zwei Farbvarianten erhältlich: Gloss Black und Matte White.
Wie andere HMD-Global-Smartphones behält auch dieses die 3,5-mm-Kopfhörerbuchse bei, während es gleichzeitig über einen USB-C-Port eine 18-Watt-Schnellladung für seinen 3.000-mAh-Akku bietet. Es verfügt über einen rückseitig montierten Fingerabdruckscanner und ist nach IP54 staub- und wassergeschützt.

### Software
Das Nokia 7 wird mit Android 7.1.1 „Nougat“ ausgeliefert, ein Update auf Android 8.1 „Oreo“ steht zum Download bereit.